# Clarke-Wühlmaus
Die Clarke-Wühlmaus (Microtus clarkei, Syn.: Volemys clarkei) ist eine Nagetierart aus der Gattung der Feldmäuse (Microtus) innerhalb der Wühlmäuse (Arvicolinae). Sie kommt im Süden der Volksrepublik China bis in den Norden von Myanmar vor.

## Merkmale
Die Clarke-Wühlmaus erreicht eine Kopf-Rumpf-Länge von 11,4 bis 13,4 Zentimetern mit einem Schwanz von 6,2 bis 6,7 Zentimetern Länge. Die Hinterfußlänge beträgt 19 bis 21 Millimeter, die Ohrlänge 12 bis 15 Millimeter. Sie sieht der Schilfwühlmaus (Microtus fortis) sehr ähnlich, die Rückenfärbung ist allerdings weniger gelb und eher rötlich-braun. Die Rückenhaare sind an der Basis grau und silbern an der Spitze. Der Schwanz ist oberseits braun und unterseits schmutzig weiß. Die Oberseite der Füße und Hände ist ebenfalls gräulich weiß. Die Sohlen der Hinterfüße besitzen – im Gegensatz zu den üblichen sechs – nur fünf Zehenballen. Die Molaren M2 besitzen sowohl an der Lippen- wie auch an der Zungenseite je zwei Schmelzfalten und bilden am Vorderende des Zahnes sich gegenüberstehende Dreiecke.

## Verbreitung
Die Clarke-Wühlmaus kommt im Süden der Volksrepublik China bis in den Norden von Myanmar vor. In China ist sie im Westen und Süden von Yunnan und im Südosten von Xizang anzutreffen.

## Lebensweise
Über die Lebensweise der Clarke-Wühlmaus liegen nur begrenzte Informationen vor. Sie lebt in Bergregionen am Boden von Nadelwäldern in Höhen von 3400 bis 4290 Metern. In Waldrandgebieten kann sie auch bis in die offeneren Flächen vordringen.

## Systematik
Die Clarke-Wühlmaus wird als eigenständige Art innerhalb der Feldmäuse (Microtus) eingeordnet, die aus mehr als 60 Arten besteht. Die wissenschaftliche Erstbeschreibung stammt von dem britischen Zoologen Martin Alister Campbell Hinton, der die Art anhand von Individuen aus Yunnan im Bereich zwischen dem Saluen und dem Kuikiang aus einer Höhe von 3353 Metern beschrieb. Gemeinsam mit der Taiwan-Wühlmaus (Microtus kikuchii) wurde die Clarke-Wühlmaus zeitweise in die Gattung Volemys eingeordnet. Heute wird sie der Untergattung Alexandromys innerhalb der Feldmäuse zugeordnet.
Benannt wurde die Art nach Stephenson Robert Clarke (1862–1948), einem britischen Colonel, Naturforscher und Jäger.

## Status, Bedrohung und Schutz
Die Clarke-Wühlmaus wird von der International Union for Conservation of Nature and Natural Resources (IUCN) als nicht gefährdet (least concern) eingeordnet. Begründet wird dies mit dem relativ großen Verbreitungsgebiet und dem häufigen Vorkommen der Art. Potenzielle Gefährdungsrisiken für die Art sind nicht bekannt.

## Belege
1. 1 2 3 4  Darrin Lunde, Andrew T. Smith: Clarke's Vole. In: Andrew T. Smith, Yan Xie: A Guide to the Mammals of China. Princeton University Press, Princeton NJ 2008, ISBN 978-0-691-09984-2, S. 230.
2. 1 2 3  Microtus (Alexandromys) clarkei. In: Don E. Wilson, DeeAnn M. Reeder (Hrsg.): Mammal Species of the World. A taxonomic and geographic Reference. 2 Bände. 3. Auflage. Johns Hopkins University Press, Baltimore MD 2005, ISBN 0-8018-8221-4.
3. 1 2 3 4 5  Microtus clarkei in der Roten Liste gefährdeter Arten der IUCN 2016.2. Eingestellt von: D. Lunde, K. Aplin, 2008. Abgerufen am 28. Oktober 2016.
4. ↑  Bo Beolens, Michael Grayson, Michael Watkins: The Eponym Dictionary of Mammals. Johns Hopkins University Press, 2009, ISBN 978-0-8018-9304-9, S. 80. Clarke, S. R.